# Кюттель, Андреас
Андреас Кюттель (нем. Andreas Küttel, род. 25 апреля 1979, Айнзидельн) — швейцарский прыгун с трамплина, чемпион мира 2009 года.
В Кубке мира Кюттель дебютировал в 1995 году, в декабре 2005 года одержал свою первую победу на этапе Кубка мира. Всего одержал 5 побед на этапах Кубка мира, все в личных соревнованиях. Лучшим достижением по итогам Кубка мира для Кюттеля является третье место в сезоне 2005/06.
На Олимпиаде-2002 в Солт-Лейк-Сити участвовал во всех трёх дисциплинах: нормальный трамплин — 22-е место, большой трамплин — 6-е место, командные соревнования — 7-е место.
На Олимпиаде-2006 в Турине, показал следующие результаты: нормальный трамплин — 5-е место, большой трамплин — 6-е место, командные соревнования — 7-е место.
На Олимпиаде-2010 в Ванкувере стартовал в двух дисциплинах: стал 35-м на нормальном трамплине и 24-м на большом.
За свою карьеру участвовал в семи чемпионатах мира, выиграл золото на чемпионате-2009 в Либереце. Завершил карьеру в марте 2011 года.
Использовал лыжи производства фирмы Fischer.